# Catedral de Växjö
A Catedral de Växjö (SUECO Växjö domkyrka) é uma catedral luterana localizada na cidade de Växjö, na província histórica sueca da Småland.

Foi construída no início da Idade Média, sendo hoje a sede da Diocese de Växjö.
No século XI foi construída uma igreja de madeira no local da atual catedral. Com a formação da Diocese de Växjö no século XII, foi edificado um templo de pedra em torno da igreja de madeira. O edifício foi sujeito a sucessivas reconstruções até ao século XX.
Com as suas características duas torres gémeas, a catedral dispõe no seu interior de lugares sentados para 830 pessoas.

## Galeria

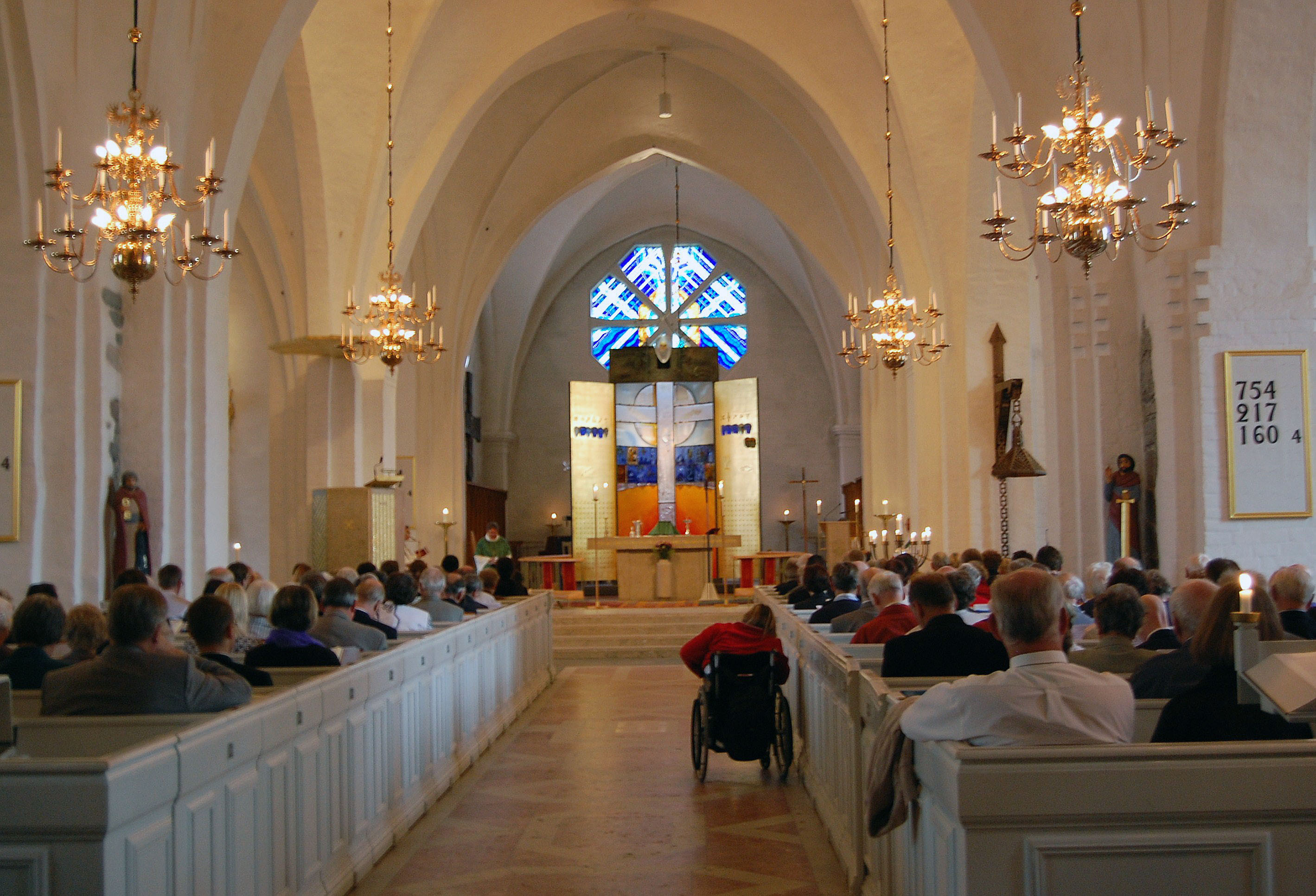
Missa na igreja
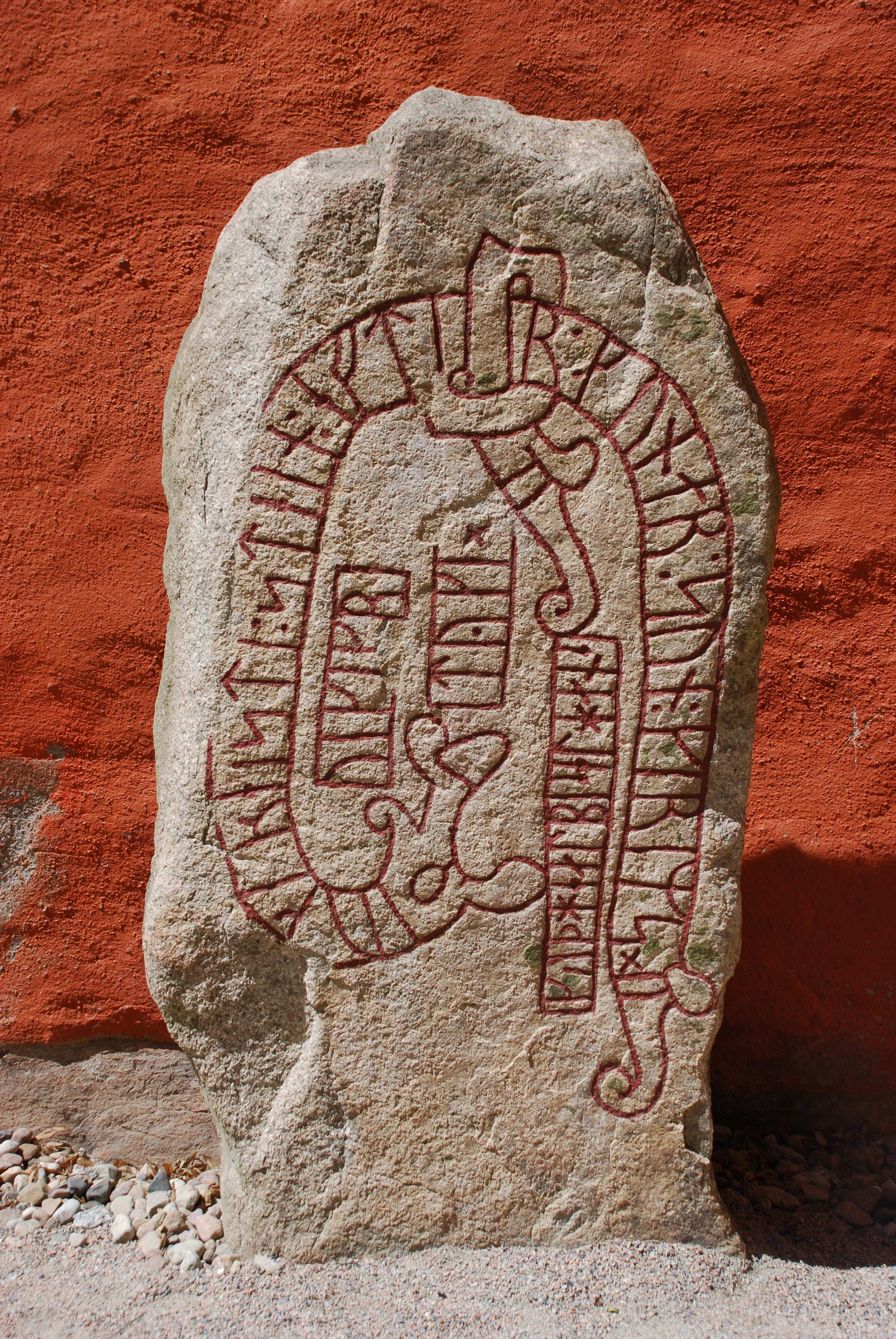
Pedra rúnica encontrada na parede da igreja
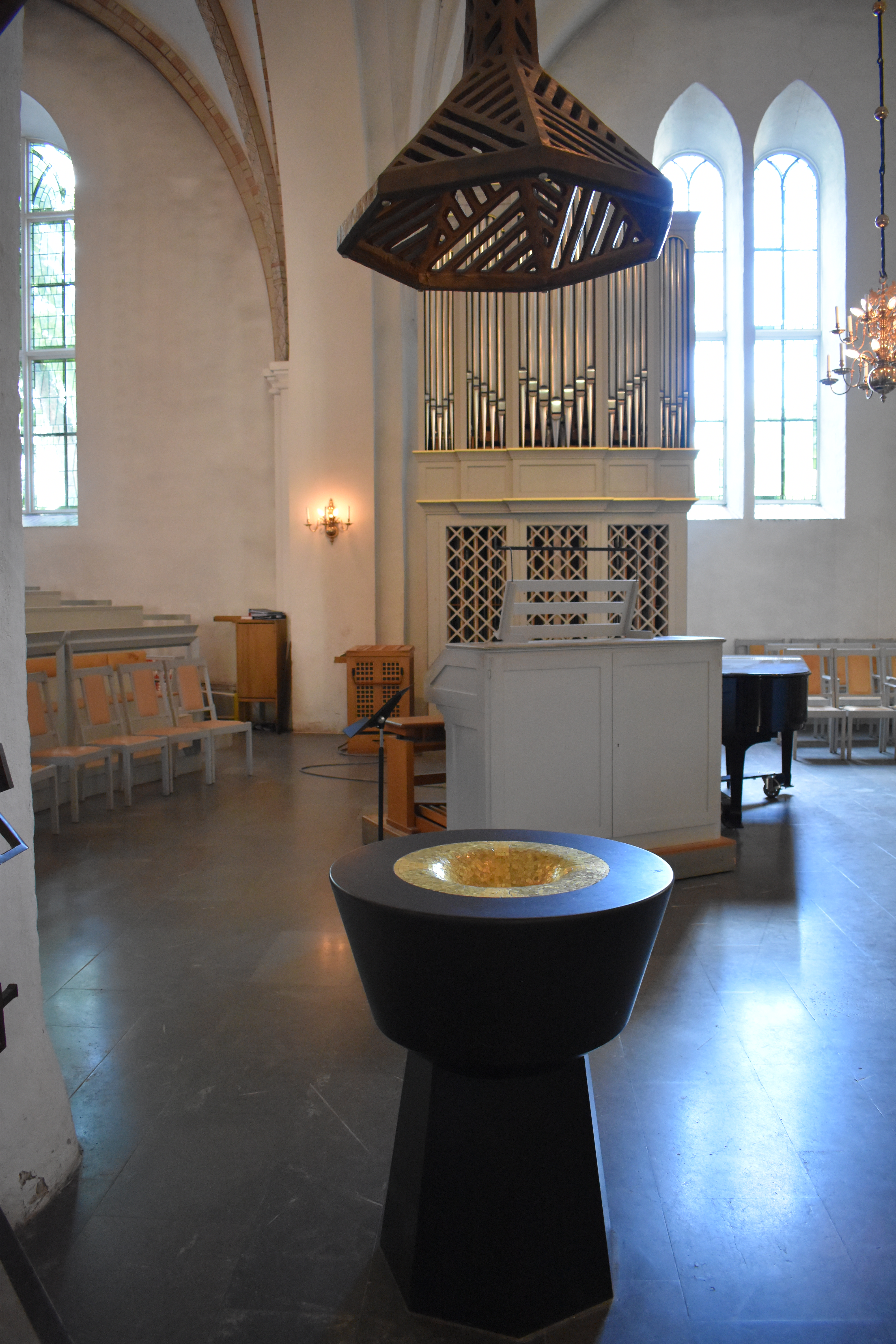
Pia batismal
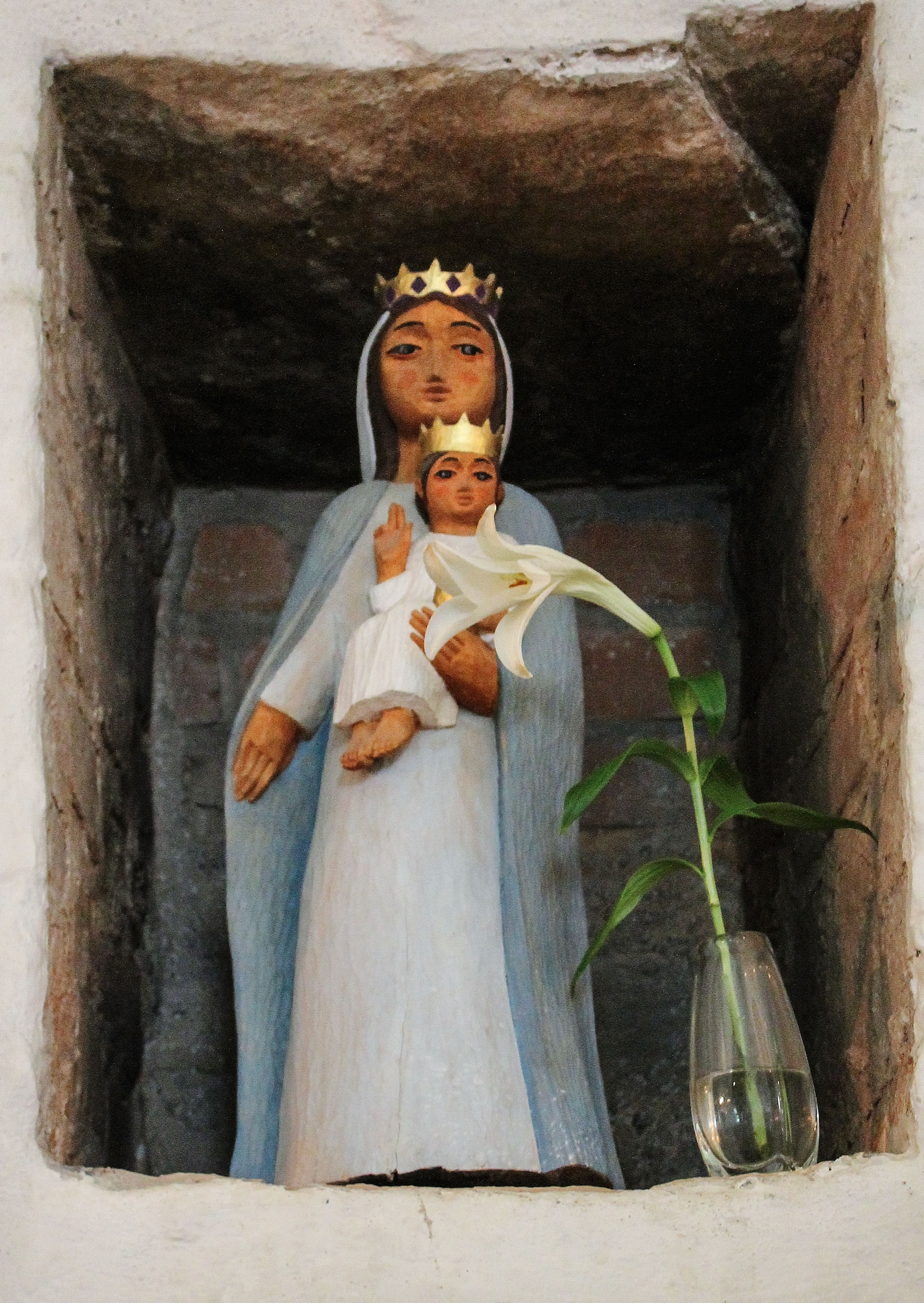
Imagem da Virgem Maria